# Entre Campos (Metro de Lisboa)
Entre Campos es una estación del Metro de Lisboa. Se sitúa en el municipio de Lisboa, entre las estaciones de Cidade Universitária y Campo Pequeno de la Línea Amarilla. Es una de las once estaciones pertenecientes a la red original del metro de Lisboa, inaugurada el 29 de diciembre de 1959.
Esta estación se localiza en Avenida da República, junto a la Praça de Entrecampos. En esta estación existe una conexión con la Estación de Entrecampos de la CP, donde pasan las líneas suburbanas de Sintra, Azambuja y Eixo Norte-Sul, lo que hace que esta estación sea una de las más concurridas de la red.

## Historia
El proyecto arquitectónico original (1959) es de la autoría del arquitecto Falcão e Cunha, y las intervenciones plásticas de la pintora Maria Keil.
En 1973, la estación fue ampliada de acuerdo con un proyecto arquitectónico de la autoría del arquitecto Dinis Gomes y las intervenciones plásticas de la pintora Maria Keil. La ampliación de la estación implicó la prolongación de los andenes de embarque y la construcción de un nuevo atrio.
En 1993, los atrios de la estación fueron remodelados de acuerdo a un proyecto arquitectónico de la autoría del arquitecto Jorge Sánchez y las intervenciones plásticas del pintor y grabador Bartolomeu Cid dos Santos y el escultor Lagoa Henriques.